# Yên Thường
Yên Thường là một xã thuộc huyện Gia Lâm, thành phố Hà Nội, Việt Nam.

## Địa lý
Xã Yên Thường có vị trí địa lý:
- Phía đông giáp tỉnh Bắc Ninh
- Phía tây và phía bắc giáp huyện Đông Anh
- Phía nam giáp thị trấn Yên Viên và các xã Đình Xuyên, Yên Viên.

Xã Yên Thường có diện tích 8,67 km², dân số năm 2022 là 18.557 người, mật độ dân số đạt 2.205 người/km².

## Hành chính
Xã Yên Thường được chia thành 9 thôn: Đình Vỹ, Đỗ Xá, Lại Hoàng, Liên Đàm, Quy Mông, Trùng Quán, Xuân Dục, Yên Khê, Yên Thường và tổ dân phố Dốc Lã.

## Lịch sử
Trước đây, địa bàn xã Yên Thường thuộc tổng Yên Thường, phủ Từ Sơn, tỉnh Bắc Ninh.
Ngày 25 tháng 1 năm 1948, Chính phủ đã ban hành Sắc lệnh số 120-SL bãi bỏ cấp phủ. Theo đó, xã Yên Thường thuộc huyện Từ Sơn, tỉnh Bắc Ninh.
Ngày 9 tháng 7 năm 1948, Ủy ban kháng chiến hành chính liên khu 1 ban hành Quyết định số 422PC/2 về việc hợp nhất 3 xã Thiên Đức, Đình Vỹ và Yên Thường thành xã Quang Trung thuộc huyện Từ Sơn, tỉnh Bắc Ninh.
Ngày 20 tháng 4 năm 1961, Quốc hội ban hành Nghị quyết về việc sáp nhập xã Quang Trung vào thành phố Hà Nội quản lý.
Ngày 31 tháng 5 năm 1961, Hội đồng Chính phủ ban hành 78-CP về việc chia xã Quang Trung thành xã Quang Trung I và Quang Trung II thuộc huyện Gia Lâm, thành phố Hà Nội quản lý.
Năm 1964, đổi tên xã Quang Trung II thành xã Yên Thường với 9 thôn. 
Năm 1993, thành lập tổ dân phố Dốc Lã trên cơ sở một phần diện tích và dân số của thôn Trùng Quán.